# Альфонсина Сторні
Альфонси́на Сто́рні (ісп. Alfonsina Storni; 29 травня 1892, Капріаска, Швейцарія — 25 жовтня 1938, Мар-дель-Плата, Аргентина) — аргентинська феміністська поетеса, що писала у жанрі модернізму.

## Життєпис

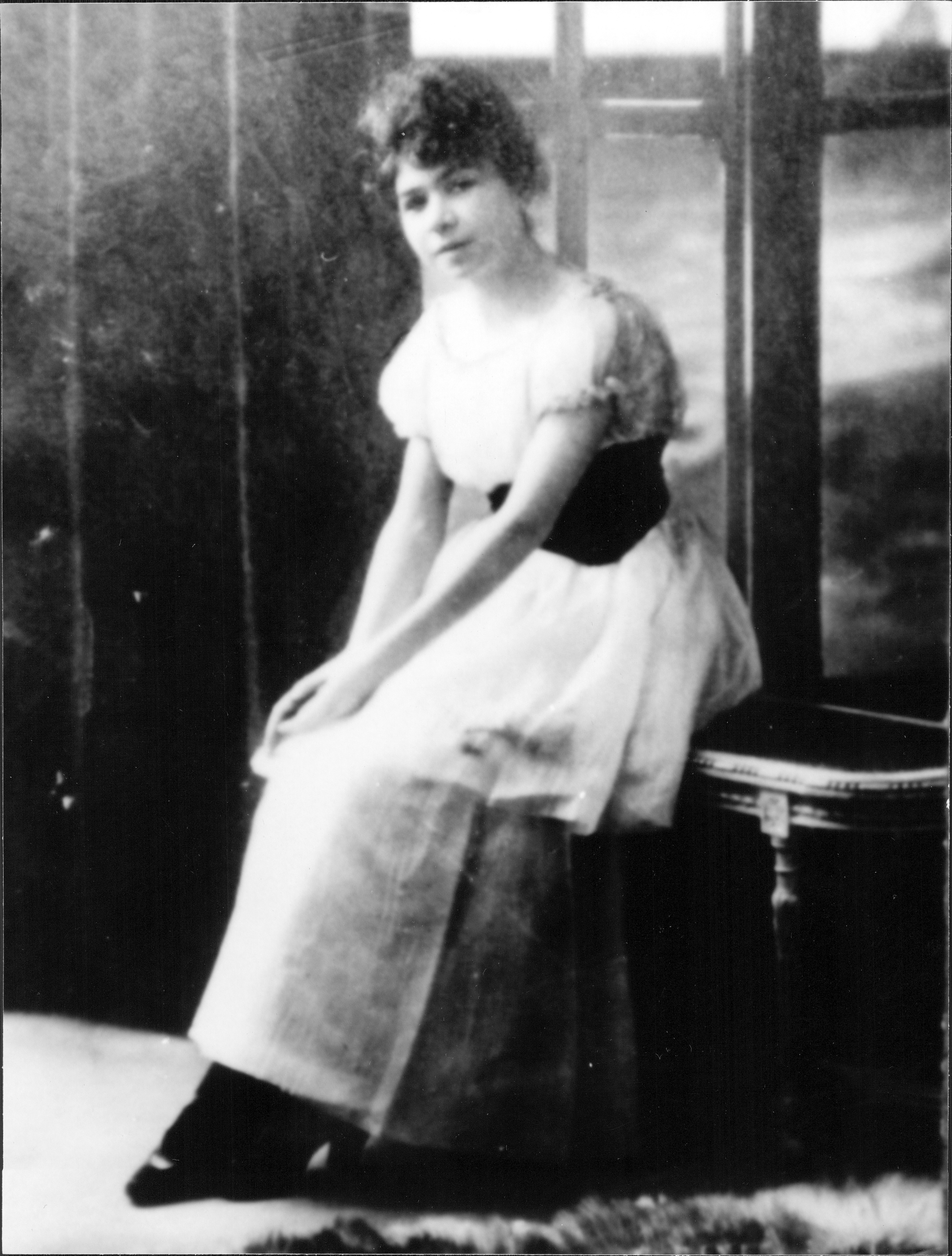
Альфонсина Сторні у віці 24 років, коли вона опублікувала свою першу збірку

Італомовні мігранти зі Швейцарії Альфонсо Сторні і Пауліна Матіньйоні, які мали в Аргентині броварню, 1891 року повернулися на батьківщину, де 29 травня 1892 року поблизу Лугано народилася їхня третя дитина — Альфонсина Сторні.
1896 року родина Сторні повертається до аргентинської провінції Сан-Хуан, а 1901 року переїжджає до міста Росаріо. Батько страждав алкоголізмом, мати намагалася заробити грошей, влаштувавши домашню школу і кафе. Альфонсина кидає навчання у віці десяти років, щоб працювати у сімейному кафе офіціанткою, проте воно все одно банкрутує. Після цього вона, її мати і сестри починають займатися шиттям на замовлення вдома.
У віці 12 років Альфонсина починає писати вірші.
Оскільки Альфонсині не подобалося працювати вдома, вона знаходить роботу на фабриці капелюхів. 1907 року Альфонсина грає роль у великодній постановці і її акторська гра отримує дуже схвальні відгуки у пресі, тому невдовзі їй пропонують роботу у театрі. Наступний рік вона гастролює з театральною трупою, виконуючи ролі у різних п'єсах. По поверненню Альфонсина пише свою першу п'єсу під назвою «Хоробре серце».
1908 року мати Альфонсини вдруге одружується, переїжджає до чоловіка до містечка Бустінса у провінції Санта-Фе і знову відкриває домашню школу. Альфонсина живе окремо у помешканні, яке винаймає її мати, і працює у її школі, де дає уроки декламації і хороших манер.
Через рік Альфонсина Сторні їде до Коронди, щоб здобути вчительську професію. Її приймають через її ентузіазм, незважаючи на те, що вона не мала документів про освіту і не складала вступний іспит. Там же вона отримує роботу шкільної наглядачки. У цей же час Сторні починає працювати у журналах «Mundo Rosarino», «Monos y Monadas», «Mundo Argentino».
1911 року Сторні переїжджає до Буенос-Айреса, столиці Аргентини. Там народжує позашлюбного сина. Щоб мати засоби до існування, з 1913 року працює касиркою у магазині і пише для журналу «Caras y Caretas», завдяки чому невдовзі знайомиться і починає товаришувати з багатьма аргентинськими письменниками. Згодом знаходить добре оплачувану роботу з редагування ділових листів для фірми, яка займалася імпортом. Фінансовий стан Сторні покращився і вона змогла здійснити подорож до Монтевідео, де зустрілася з місцевими літераторами, зокрема з Орасіо Кірогою, який став її хорошим другом.

## Кар'єра
1916 року Сторні вперше публікує свої вірші і прозу у літературному журналі «La Nota»
Незважаючи на економічні труднощі, 1916 року Сторні публікує першу збірку «La inquietud del rosal», за яку так ніколи і не розрахувалася з видавцем. Критика прохолодно зустріла книгу, назвавши поезію Сторні незрілою і майже аморальною. Через ці відгуки страждає репутація Сторні і її звільняють з роботи.
Вона починає писати безкоштовно для соціалістичної газети «La Acción» і журналу «Proteo». Згодом займає посаду директорки школи.
1918 року Сторні публікує збірку «El dulce daño». Через втому і нервове виснаження змушена кинути роботу у школі.
1919 року працює у журналі «La Nota» і видає книгу «Irremediablemente».
1920 року Сторні пише шість оповідань, дві повісті і серію есеїв, а також видає книгу «Languidez», за яку отримує муніципальний поетичний приз і другу національну літературну премію. Цього ж року відвідує Монтевідео, де зустрічається з уругвайськими письменниками. Починає писати книгу «Ocre», завершенню якої віддасть п'ять років.
1921 року Сторні отримує посаду вчительки у школі для слабких дітей, але їй не подобається ця робота через конфлікти з керівництвом.

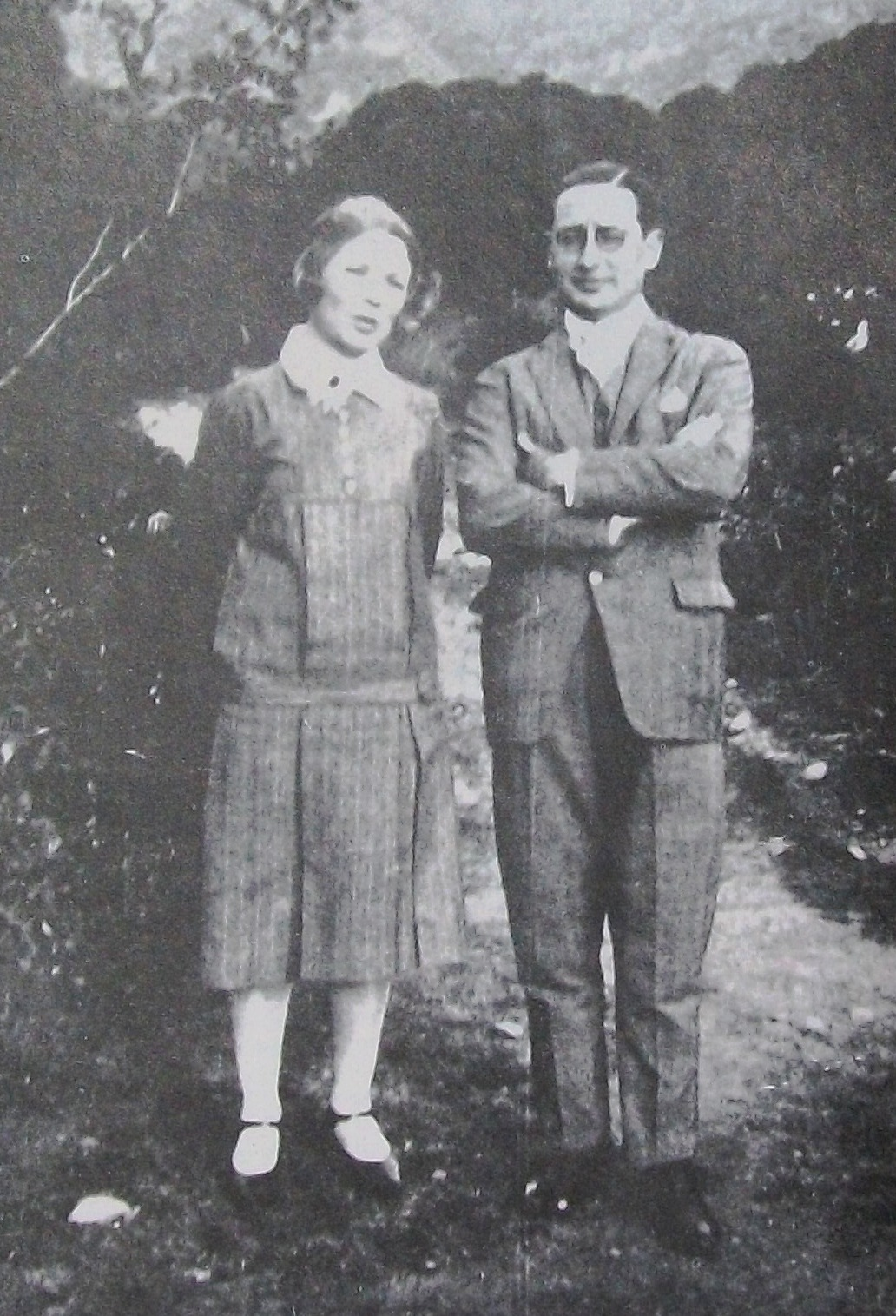
А. Сторні поряд з письменником Ф. Естрелья Гутьєрресом (1922)

Сторні починає викладати літературу у нормальній школі і 1925 року публікує збірку «Ocre», у якій чітко помітні нахили до реалізму і фемінізму.
1926 року публікує збірку поезій у прозі «Poemas de amor», починає писати для газети «Ла Насьйон».
1927 року призначена режисерокою Муніципального дитячого театру. 20 березня відбулася прем'єра її п'єси «Господар світу», на якій був присутній тодішній президент Аргентини Альвеар з дружиною. Постановка отримала погані критичні відгуки, тому через три дні її вилучили з репертуару театру.

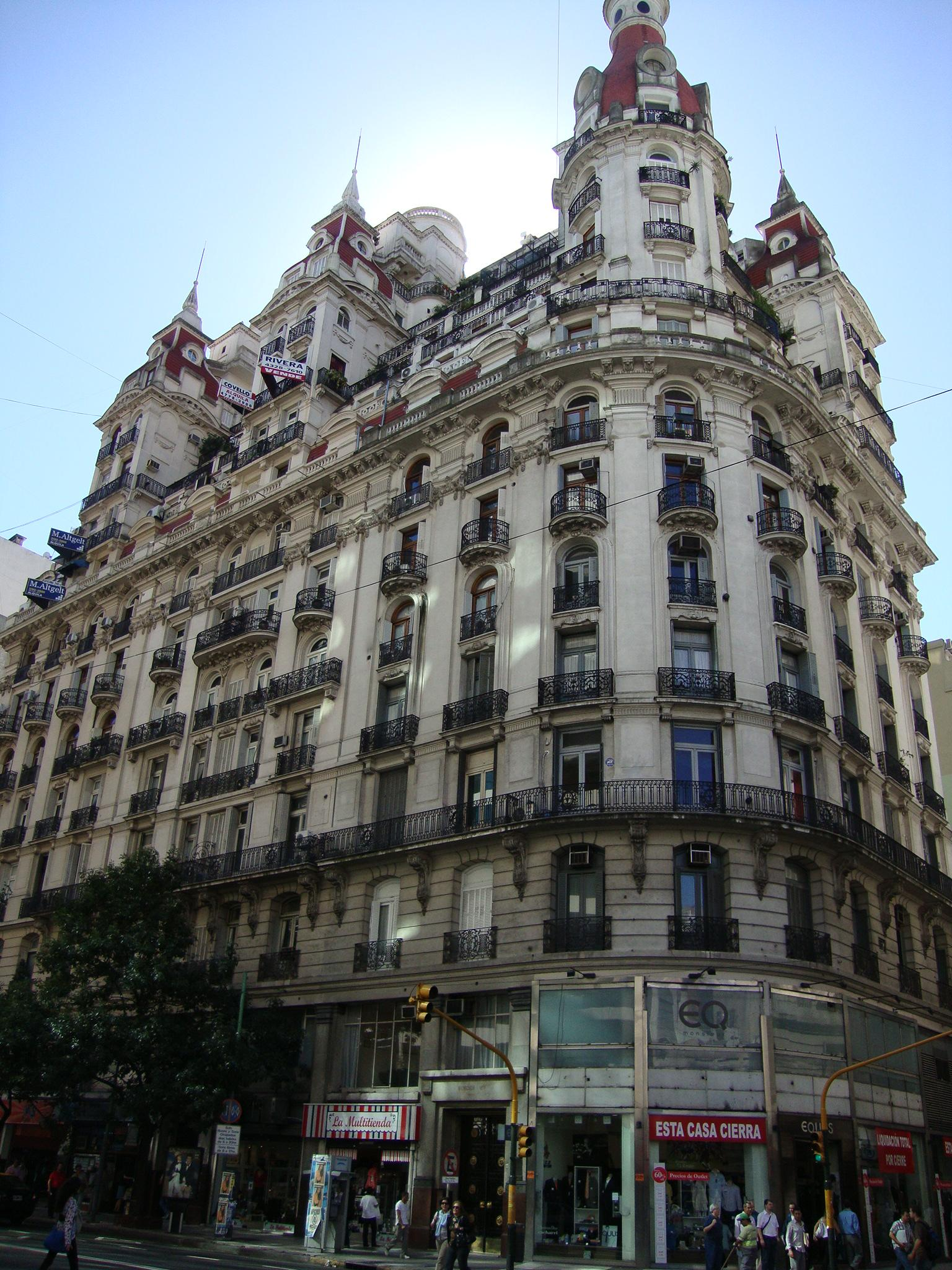
Будинок, у якому жила Альфонсина Сторні

Сторні брала активну участь у житті аргентинських літературних кіл, часто відвідувала різноманітні збори і заходи, а також посприяла заснуванню Аргентинської спілки письменників, яка була створена 1928 року.
1928 рік прожила у Росаріо, де у неї знову посилилися проблеми з психікою і параноїдальні нахили. За порадою подруги поїхала до Європи, де провела рік і познайомилася з багатьма іспанськими письменниками. 1931 року знову подорожує до Європи разом з сином.
По поверненню до Буенос-Айреса Сторні знімає житло поблизу відомого кафе Тортоні, де проводить багато часу, спілкуючись з іншими письменниками і культурними діячами.
1932 року Сторні публікує два трагіфарси «Cimbelina en 1900 y pico» і «Polixena y la cocinerita». Вона приділяє багато уваги театру, а також співпрацює з виданнями «Крітіко» і «Ла Насьйон». Багато часу проводить у заміському будиночку своєї подруги в уругвайському місті Колонія-дель-Сакраменто.
1934 року Сторні видає збірку віршів «Mundo de siete pozos», присвячену сину Алехандро, у якій з'являються риси авангардизму. Знову приділяє багато часу відпочинку за містом.

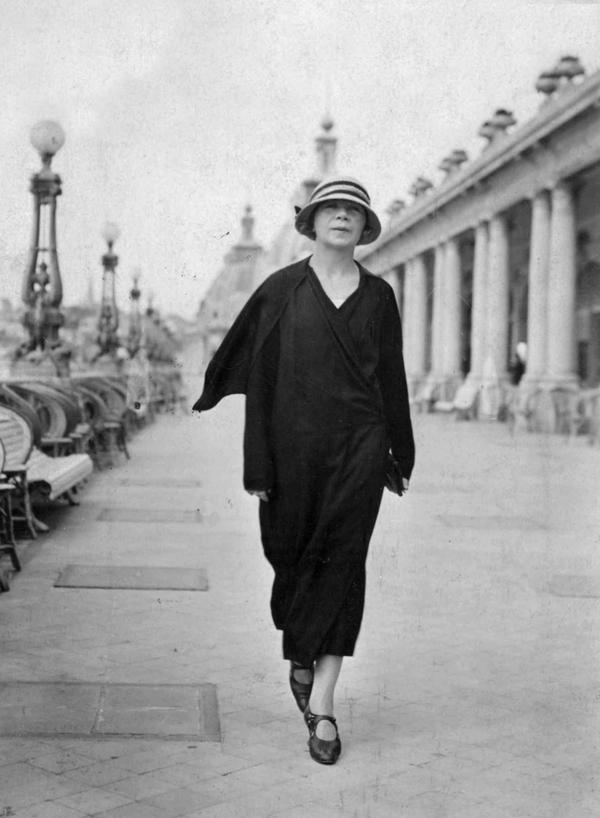
Альфонсина Сторні на набережній Мар-дель-Плати (1936)

1935 року у Сторні знаходять пухлину у грудях, яку за порадою лікарів було оперативно видалено. Через рак вона перебуває у пригніченому стані й уникає людей; прагне перемогти хворобу, але лікування було важким і після першого сеансу радіотерапії Сторні відмовилася від призначених процедур.
23 травня 1936 року Сторні бере участь у відкритті Обеліска у Буенос-Айресі.
1937 року у Барілоче Сторні пише просякнуту драматичним ліризмом книгу «Mascarilla y trébol», яку видає наступного року. У книзі Сторні рефлексує на тему самогубства свого друга Орасіо Кіроги і власної невиліковної хвороби.
На початку 1938 року Сторні відвідує Уругвай на запрошення тамтешнього уряду, а згодом проводить там час у дружньому колі. По поверненню до Буенос-Айреса вона дізнається про самогубство відомого аргентинського поета Леопольдо Лугонеса у курортному містечку Тігре, а також суїцид дочки її друга Орасіо Кіроги. Після цього вона щонеділі їздить до Тігре.
18 жовтня 1938 року Сторні їде до курортного міста Мар-дель-Плата. Там вона пише свій останній вірш, який посилає до газети «Ла Насьйон», а також листи до сина. Маючи натхнення писати, вона не має сил через сильний біль. 
Вночі 25 жовтня 1938 року Альфонсина Сторні кинулася у море з хвилеріза у Мар-дель-Платі. Тіло знайшли вранці і вже увечері відбулася церемонія прощання. Альфонсину Сторні поховали у склепі на кладовищі Реколета у Буенос-Айресі коштом Спілки письменників Аргентини, але 1963 року її рештки було перенесено на цвинтар Чакаріта.

## Вшанування пам'яті
У місті Мар-дель-Плата на пляжі, де вчинила самогубство Альфонсина Сторні, їй встановлено пам'ятник роботи скульптора Луїса Перлотті. Ще один пам'ятник розташований на набережній курортного містечка Санта-Тересіта.
Іменем Альфонсини Сторні названі вулиці у декількох аргентинських містах, зокрема у Буенос-Айресі, Хуніні, Росаріо, Мар-дель-Плата, а також в уругвайському місті Консепсьйон-дель-Уругвай.
Самогубству Сторні присвячена пісня Аріеля Раміреса і Фелікса Луни «Alfonsina y el Mar», яка стала відомою у виконанні Мерседес Соси, а загалом була у репертуарі більш ніж 50 співаків та співачок. Також Сторні присвячена композиція «Templo de agua» гурту Bad Haggis.
Багато з віршів Альфонсини Сторні покладені на музику. 2009 року Асоціація жінок у мистецтві Валенсії організувала серію концертів у Нью-Йорку, Люксембургу, Бремені і Буенос-Айресі, де виконувалися музичні твори, засновані на текстах Сторні.

## Твори

### Поетичні збірки
- 1916 — La inquietud del rosal
- 1918 — El dulce daño
- 1919 — Irremediablemente
- 1920 — Languidez
- 1925 — Ocre
- 1934 — Mundo de siete pozos
- 1938 — Mascarilla y Trébol

### Поезія у прозі
- 1926 — Poemas de amor

### Есеї
- 1998 — Nosotras y la piel (видано посмертно)

### Театр
- El amo del mundo (комедія в 3 діях)
- Cimbelina en el 1900 y pico (трагіфарс)
- Polixena y la cocinerita (трагіфарс)
- La debilidad de Mister Dougall (комедія в 3 діях)
- Los degolladores de estatuas (дитяча комедія в 1 дію)
- Blanco… negro… blanco (дитяча комедія в 1 дію)
- Jorge y su conciencia (діалог для дітей)
- Pedro y Pedrito (дитяча комедія в 1 дію)
- El Dios de los pájaros (дитяча комедія в 2 діях)
- Un sueño en el camino (пантоміма для дітей)
- Los cazadores de fieras (дитяча комедія в 1 дію)

### Переклади українською
Українською мовою твори Альфонсини Сторні перекладали:
- Олена Криштальська. Її переклади виходили у журналі «Всесвіт» 1997 № 08-09, а також увійшли до збірки «Пульсуючі струни. Антологія іспанської та латиноамериканської лірики XVI-ХХ століть» (2010)[12]
- Ігор Качуровський. Переклади увійшли до збірки перекладів «Круг понадземний» (2007)[13]
- Григорій Латник. Його поетична інтерпретація була видана у вигляді окремої книги «Вибрані поезії» у видавництві «Кальварія» 2011 року[14]